# Stara Pazova
Stara Pazova (v srbské cyrilici Стара Пазова, německy Alt-Pasua, maďarsky Ópázova) je město v jižní části srbské Vojvodiny poblíž Bělehradu (35 km od metropole severozápadním směrem). Patří k menším městům; v roce 2011 měla 18 602 obyvatel. Administrativně je součástí Sremského okruhu. 

## Poloha
Stará Pazova se nachází na starém silničním tahu spojujícím města Novi Sad a Bělehrad. Okolí města je hustě osídleno.
Městem neprotéká žádná řeka ani jiný vodní tok. Nejbližší řekou je Dunaj, nachází se tu pouze zavlažovací kanály. Jižně od města se nachází zatopený lom s názvem Gajićeva Bara. 

## Název
Existují různé teorie o původu názvu Pazova. Podle nich se jedná o zkomolený název buď ze srbštiny a nebo ze staroslověnštiny. V rakouských archivech se objevuje název Pradium Pahsoe, případně Praedium Bahsoe. V němčině se také objevuje verze názvu Alt-Pasua.

## Historie

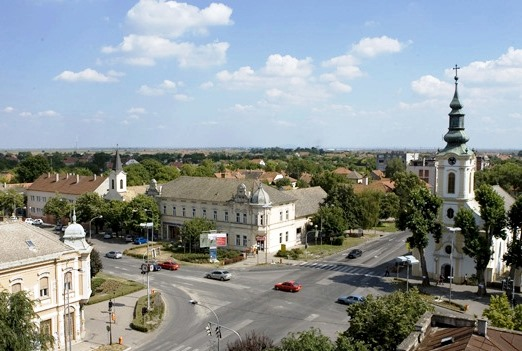
Střed města.

Během osmanské nadvlády nad oblastí dnešního Sremu bylo město součástí Sremského sandžaku. Nemělo přídomek Stará. V roce 1718 se stalo součástí Habsburské monarchie (ačkoliv Osmané odstoupili území až po řeky Dunaj a Sáva, oblast dnešního předmostí Bělehradu byla ještě po nějakou dobu součástí Turecka). Po roce 1760 sem v rámci kolonizace Turky zpustošených oblastí přišli evangeličtí slovenští kolonisté a poté kolonisté němečtí (v roce 1791). Němci se nakonec usadili nedaleko od obce a založili tzv. Novou Pazovu. Místní jim pomohli ve stavbě nových domů a nové vsi. Od té doby získalo původní sídlo přídomek Stara aby byla odlišena. Obyvatelstvo bylo etnicky po dlouhou dobu velmi různorodé. Kromě Němců a Slováku zde žili i Srbové. V rámci Rakousko-Uherska nicméně patřila Stara Pazova velmi dlouhou dobu do oblasti tzv. Vojenské hranice (srbsky Vojna krajina). Místní pravoslavný kostel byl postaven nejspíše v roce 1775.
Po druhé světové válce se sem dostěhovávali obyvatelé z jiných částí Jugoslávie, především z Chorvatska a Bosny a Hercegoviny.

## Obyvatelstvo
Ve městě žije slovenská menšina, která dle sčítání lidu z roku 2002 činila cca 30 % obyvatel. V samotném centru Staré Pazovy se rovněž nachází i slovenský evangelický kostel a stojí zde i slovenská základní škola, která nese název po Jánu Čmelíkovi. V roce 1931 zde dle jugoslávského sčítání lidu činili Slováci 70 % obyvatelstva a Srbové pouhých 20 %. Důvodem změn v národnostním složení je proces suburbanizace metropole Bělehradu. Díky tomu se počet obyvatel Staré Pazovy již více než padesát let postupně zvyšuje a do města se dostěhovávají další lidé. Po druhé světové válce město překonalo metu deseti tisíc lidí a v roce 2000 to bylo již dvacet tisíc obyvatel.

## Kultura a kulturní památky
Hlavní náměstí ve městě nese název po Zoranu Đinđićovi. Místní pobočka národní knihovny nese název po srbském obrozenci Dositeji Obradovićovi.
Ve východní části města se nachází kostel svatého Eliáše, který patří pravoslavné církvi. Barokní chrám byl dokončen roku 1775. V centru města se nachází také secesní budova záložny (srbsky штедионица).

## Doprava
Městem prochází železniční trať Bělehrad–Subotica, která prochází západně od města. Na trati, která byla v 3. dekádě 21. století rekonstruována na rychlost 200 km/h byla ve městě vybudována mimoúrovňová křížení. Železniční stanice leží západně od středu města.
Značná část místního obyvatelstva využívá buď jí, nebo nedaleké dálnice (dálnice A1), k dojíždění do Bělehradu za prací nebo za studiem.

## Školství
Ve Staré Pazově se nachází 4 základní školy (z toho 1 slovenská), Hospodářská škola a technická škola (2 střední).

## Sport
Ve městě se nachází Sportovní centrum FSS (fotbalové). Místní fotbalový tým nese název FK Jedinstvo Stara Pazova.

## Známé osobnosti
- Vendelín Bohboj Kutlík, (1834–1904), slovenský advokát a buditel
- Adam Vereš (1883–1931), slovenský evangelický kněz
- Vladimír Hurban Vladimírov (1884–1950), slovenský evangelický kněz
- Ferdinand Klátik (1895–1944), překladatel a pedagog
- Janko Čmelík (1905–1942), účastník partyzánského boje a lidový hrdina Jugoslávie
- Michal Filip (1915–1989), filolog a slavista
- Zlatko Klátik (1922–1990), spisovatel
- Slobodan Tišma (1946), srbský spisovatel a hudebník
- Ján Stupavský (1947), akademický sochař a pedagog
- Pavel Pop (1948–2019), akademický malíř
- Anna Maričová (1951–2016), filoložka